# جوني عبده
جوني عبده (او جوني عبده) (مولود 1940)، هو عسكري وسفير لبناني سابق. عمل كمدير مخابرات الجيش اللبناني أو ما كان يعرف بالشعبة الثانية في عهد الرئيس إلياس سركيس. لمع اسمه خلال الحرب الأهلية في سبعينات القرن العشرين لما لعب من أدوار خلالها، وبعدها أصبح من أنصار بشير الجميل زعيم القوات اللبنانية بعد خلاف بينهما. وقبل نهاية عهد الرئيس سركيس عمل على تسويق بشير الجميل رئيساً للجمهورية. وبعد اغتيال بشير وتولّي شقيقه أمين الجميل الرئاسة، عينه سفيراً للبنان في سويسرا، ثم في فرنسا.
يقيم حاليًا في فرنسا.